# Bulgarie aux Jeux olympiques d'été de 2004
La Bulgarie a envoyé 95 athlètes et a remporté 12 médailles aux Jeux olympiques d'été de 2004 à Athènes en Grèce.

## Médailles
| Médaille | Nom | Sport                 | Événement                          |
| -------- | --- | --------------------- | ---------------------------------- |
| Or       | Maria Grozdeva | Tir                   | Pistolet 25 mètres femmes          |
| Or       | Milen Dobrev | Haltérophilie         | Moins de 94 kg hommes              |
| Argent   | Jordan Jovtchev                                                                                                   | Gymnastique           | Anneaux hommes                     |
| Bronze   | Jordan Jovtchev                                                                                                   | Gymnastique           | Sol hommes                         |
| Bronze   | Boris Georgiev | Boxe                  | Poids super-légers hommes (-64 kg) |
| Bronze   | Zhaneta Ilieva, Eleonora Kezhova, Zornitsa Marinova, Kristina Ranguelova, Galina Tancheva, et Vladislava Tancheva | Gymnastique rythmique | Concours par équipes               |
| Bronze   | Georgi Georgiev                                                                                                   | Judo                  | Poids mi-léger hommes (-66 kg)     |
| Bronze   | Ivo Yanakiev | Aviron                | Skiff hommes                       |
| Bronze   | Rumyana Neykova                                                                                                   | Aviron                | Skiff femmes                       |
| Bronze   | Maria Grozdeva | Tir                   | Pistolet 10 mètres femmes          |
| Bronze   | Velichko Cholakov                                                                                                 | Haltérophilie         | Plus de 105 kg hommes              |
| Bronze   | Armen Nazarian | Lutte                 | Lutte gréco-romaine hommes(-60 kg) |

## Engagés bulgares par sport

### Athlétisme
| Hommes | Femmes |
| --- | --- |
| Saut en longueur - Petar Dachev : 1er tour, 8,05 m (éliminé). - Nikolay Atanasov : 1er tour, 7,90 m (éliminé). Triple saut : - Momchil Karailiev : 1er tour, 16,45 m (éliminé). - Ivaylo Rusenov : 1er tour, 16,39 m (éliminé). Saut à la perche : - Spas Bukhalov : 1er tour, 5,50 m (éliminé). - Iliyan Efremov : 1er tour, 0 (éliminé). Lancer du poids : - Galin Kostadinov : 1er, 17,75 m (éliminé). | 100m - Ivet Lalova : finale, 11 s 00 (4e place). 200m : - Ivet Lalova : finale, 22 s 57 (5e place). - Monika Gachevska : 1er tour, 23 s 71 (éliminée). 400m : - Mariyana Dimitrova : demi-finale, 51 s 29 (éliminée) 1500m : - Daniela Yordanova : finale, 3 min 59 s 10 (5e place). 20km marche : - Nevena Mineva : Abandon. Saut en longueur : - Antoniya Yordanova : 1er tour, 6,45 m (éliminée). Triple saut : - Mariya Dimitrova : 1er tour, 14,16 m (éliminée). Saut en hauteur : - Venelina Veneva : 1er tour, 1,92 m (éliminée). Saut à la perche : - Tanya Stefanova : 1er tour, 4,15 m (éliminée). Lancer du poids : - Aneliya Kumanova : 1er tour, 15,91 m (éliminée). Lancer du disque : - Tsvetanka Khristova : 1er tour, 43,25 m (éliminée). Lancer du javelot : - Khristina Georgieva : 1er tour, 55,13 m (éliminée). |

## Sources
- (en) L'intégralité des rapports officiels des Jeux olympiques par le Comité International Olympique (C.I.O.) sur le site LA84 Foundation.